# 7169 Linda
7169 Linda eller 1986 TK1 är en asteroid i huvudbältet som upptäcktes den 4 oktober 1986 av den amerikanske astronomen Edward L.G. Bowell vid Anderson Mesa Station. Den är uppkallad efter Linda McCartney.
Den tillhör asteroidgruppen Matterania.